# Climax (Géorgie)
Pour les articles homonymes, voir Climax.
Climax est une ville américaine située dans le comté de Decatur, en Géorgie. Selon le recensement de 2020, sa population est de 276 habitants.